# 1897
1897 (MDCCCXCVII) byl rok, který dle gregoriánského kalendáře započal pátkem.

## Události

### Česko
- Spolu se vznikem České strany národně sociální byla v Praze založena Knihtiskárna národně sociálního dělnictva, předchůdce Nakladatelství Melantrich.
- duben – vydána Badeniho jazyková nařízení. Čeština se stala vnitřní úřední řečí s němčinou. Všichni úřední museli dokázat znalost obou jazyků do roku 1901 – nevýhoda pro Němce, protože každý vzdělaný Čech uměl německy.[1]
- 1. září – Císař František Josef I. během vojenských manévrů navštívil Bystřici pod Hostýnem a poutní místo Hostýn, kde položil základní kámen ke stavbě rozhledny.
- V Kopřivnici byl vyroben první automobil – NW Präsident
- červenec – série povodní zasáhla severní Čechy a dala podnět ke stavbě soustavy přehradních nádrží v Jizerských horách.

### Předlitavsko
- březen – Volby do Říšské rady
- 30. listopadu – nastupuje vláda Paula Gautsche (do 5. března 1898)

### Svět
- v Rusku proběhlo první a jediné sčítání lidu před pádem monarchie
- únor: Řecko obsadilo Krétu
- 4. března – William McKinley se stal 25. prezidentem USA
- 13. května – italský fyzik Guglielmo Marconi zakládá telegrafní společnost a vysílá na vzdálenost 15 km
- 22. června proběhly v celém Britském impériu oslavy 60. výročí vlády královny Viktorie.
- 3. července bylo ve vídeňském parku Prátr otevřeno obrovské ruské kolo.
- září – v Basileji proběhl První sionistický kongres.
- 20. září podepsalo Řecko a Turecko mír, který ukončilo řecko-tureckou válku.
- 14. listopadu – Německo obsadilo čínskou zátoku Kiau-čou

### Probíhající události
- 1881–1899 – Mahdího povstání

## Vědy a umění
- 12. března – V Bruselu proběhla světová premiéra opery Fervaal.
- 22. listopadu – V Čechách byl americkou produkcí natočen první hraný film Hořický pašijový film. Jednalo se o hodinový záznam monumentálních pašijových her v Hořicích na Šumavě
- J. J. Thomson objevil elektron
- holandský lékař Christiaan Eijkman uveřejnil výsledky svých výzkumů příčin onemocnění beri-beri. Objevil v rýžových slupkách látku, jejíž nedostatek při výhradně rýžové stravě chorobu vyvolává. Tak nejenže rozpoznal nemoc beri-beri jako avitaminózu, ale zároveň fakticky jako první objevil vitamíny
- A. S. Popov zřídil rádiové stanice na lodích Afrika a Evropa a dosáhl spojení na vzdálenost 5 km.

## Knihy
- Karel May – Petrolejový princ
- Karel May – Vánoce
- Vilém Mrštík – Pohádka máje
- Bram Stoker – Dracula
- Jules Verne – Ledová sfinga
- Herbert George Wells – Neviditelný

## Sport
- 29. listopadu – V anglickém Surrey se jel první motocyklový závod

## Narození

### Česko

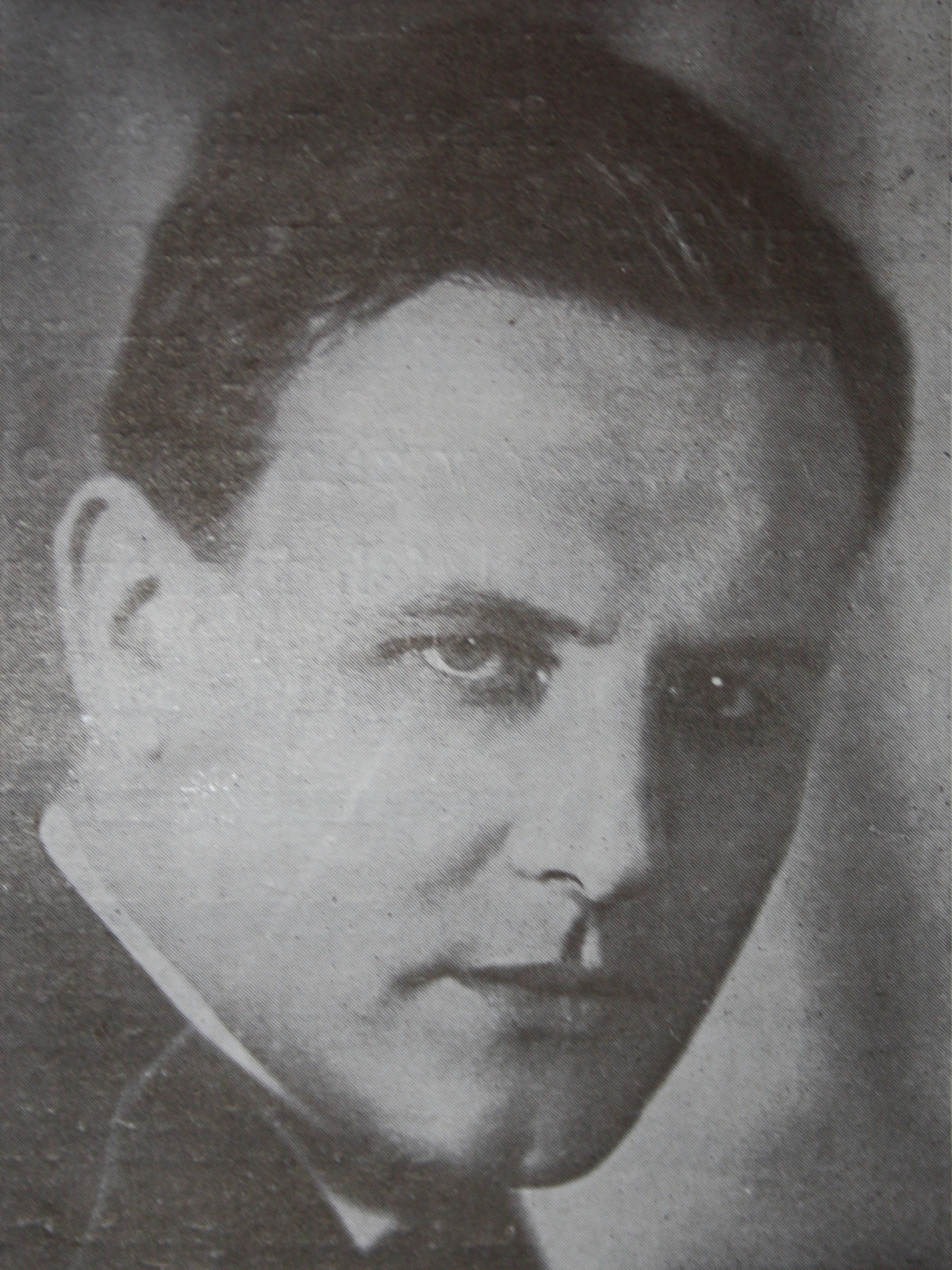
Karel Lamač (* 27. ledna; filmař)

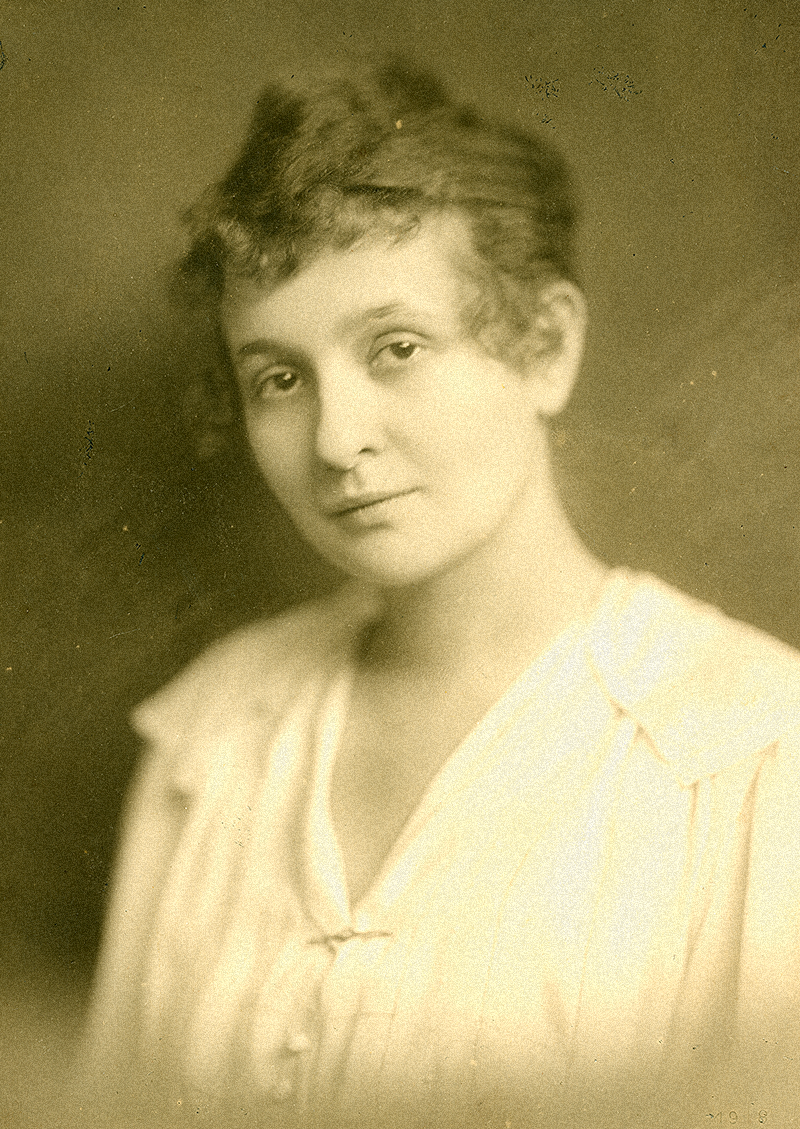
Milada Skrbková (* 30. května; tenistka)

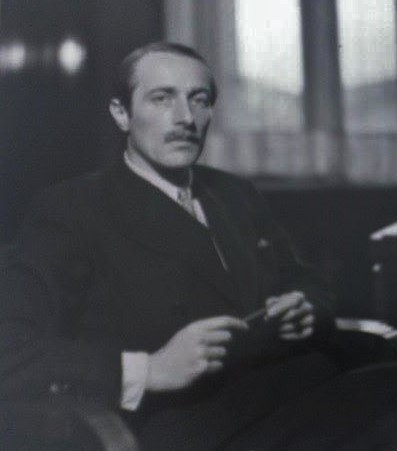
Mikuláš z Bubna-Litic (* 14. června; politik)

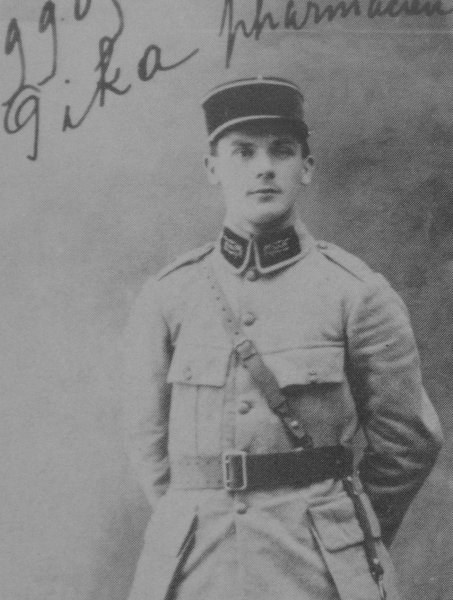
Heliodor Píka (* 3. července; generál)

- 01. ledna – Jiří Arvéd Smíchovský, jezuita, nacistický i komunistický kolaborant († 22. ledna 1951)
- 09. ledna – Richard Zika, český houslista, hudební skladatel a pedagog († 10. listopadu 1947)
- 10. ledna – Bedřich Václavek, český marxistický estetik, literární teoretik a kritik († 5. března 1943)
- 16. ledna – Milada Želenská, česká divadelní a filmová herečka († 28. září 1974)
- 22. ledna – Josef Stanislav, klavírista, hudební skladatel a publicista († 5. srpna 1971)
- 24. ledna – Josef Vlach-Vrutický, český hudební skladatel a dirigent († 18. září 1977)
- 27. ledna
  - Karel Lamač, zakladatel moderní české kinematografie († 2. srpna 1952)
  - Karel Sup, český malíř († 20. března 1973)
- 02. února – Roman Blahník, český hudební skladatel, klavírista a kapelník († 22. prosince 1966)
- 12. února – Břetislav Bakala, dirigent a hudební skladatel († 1. dubna 1958)
- 15. února – Růžena Jilemnická, slovenská spisovatelka českého původu († 19. srpna 1947)
- 16. února – Karel Lukas, odbojář, oběť komunistického režimu († 19. května 1949)
- 17. února – Ján Lichner, československý politik a ministr († 16. října 1979)
- 01. března – Antonín Lhoták, český sochař a medailér († 7. srpna 1975)
- 07. března – Viktor Šulc, český divadelní režisér († 28. dubna 1945)
- 25. března – Chajim Kugel, československý a izraelský politik († 4. února 1953)
- 28. března – Břetislav Benda, český sochař († 19. srpna 1983)
- 01. dubna – Ladislav Borovanský, český anatom († 4. ledna 1971)
- 02. dubna – Marie Waltrová, česká herečka († 20. července 1978)
- 05. dubna – Rudolf Hlavica, sochař a řezbář († 3. června 1971)
- 06. dubna – Bohuslav Tvrdý, český dirigent a hudební skladatel († 29. července 1946)
- 25. dubna – Mikuláš Jaroslav Novák, československý důstojník a politický vězeň († ? ?)
- 28. dubna – Miloš Vignati, český právník, dirigent, hudební skladatel a pedagog († 9. listopadu 1966)
- 6. května – Rudolf Quoika, muzikolog († 7. dubna 1972)
- 08. května
  - Jan Chomutovský, český architekt a politik († 23. května 1975)
  - Vladislav Forejt, český cestovatel a novinář († 10. října 1974)
- 10. května – Julius Lébl, herec, scenárista, dramaturg a režisér († 22. prosince 1960)
- 12. května
  - František Kerhart, architekt († 15. ledna 1963)
  - Jaroslav Malínský, český akademický malíř († 26. dubna 1979)
- 14. května – Anděla Kozáková-Jírová, první žena v Československu, která získala doktorát práv († 1. června 1986)
- 15. května – Václav Oukropec, český dělnický básník († 2. května 1968)
- 20. května – Josef Švejcar, český pediatr († 30. ledna 1997)
- 25. května – Rudolf Šedivý, oběť komunistické totality († 18. září 1970)
- 30. května – Milada Skrbková, československá tenistka, bronz na LOH 1920 († 2. října 1935)
- 03. června – Václav Kubásek, filmař, herec, scenárista a režisér († 9. června 1964)
- 14. června
  - Mikuláš z Bubna-Litic, český šlechtic a politik, ministr zemědělství Protektorátu Čechy a Morava († 17. srpna 1954)
  - Adolf Schneeberger, český fotograf († 15. prosince 1977)
- 19. června – Alois Šmolík, československý konstruktér letadel († 28. června 1945)
- 21. června – Vladimír Balthasar, český přírodovědec († 10. listopadu 1978)
- 23. června – Jan Krines, chodský kronikář († 21. února 1968)
- 24. června
  - Jan Koutný, československý gymnasta, dvě stříbrné medaile LOH 1924 a 1928 († 18. července 1976)
  - Jindřich Schmidt, český rytec († 12. března 1984)
- 25. června – Oldřich Menhart, typograf, umělecký kaligraf a knižní grafik († 11. února 1962)
- 26. června – Jaroslav Procházka, právník, profesor a rektor Univerzity Karlovy, armádní generál († 7. srpna 1980)
- 28. června – Ladislav Kopřiva, československý komunistický politik, ministr národní bezpečnosti († 1971)
- 30. června – Josef Bartík, československý generál a zpravodajský důstojník († 18. května 1968)
- 03. července – Heliodor Píka, armádní generál, legionář, odbojář, oběť komunistického teroru († 21. června 1949)
- 21. července – Jaroslav Seník, český herec († 10. října 1957)
- 06. srpna – Josef Charvát, lékař, zakladatel české endokrinologie († 31. ledna 1984)
- 08. srpna – Ludmila Jankovcová, československá politička, ministryně, chartistka († 5. září 1990)
- 17. srpna
  - Milan Polák, slovenský a československý voják, účastník slovenského národního povstání, politik († 2. srpna 1951)
  - Václav Trnka, lékař a pedagog, primář příbramské nemocnice († 8. srpna 1965)
- 18. srpna – Jan Hon, český politik, starosta Vyškova († 8. dubna 1942)
- 25. srpna – Jaroslav Řídký, český hudební skladatel a dirigent († 14. srpna 1956)
- 27. srpna – Václav Kopecký, komunistický novinář a politik († 5. srpna 1961)
- 08. září
  - Ctibor Blattný, český botanik a fytopatolog († 15. prosince 1978)
  - Ivan Borkovský, český archeolog ukrajinského původu († 17. března 1976)
- 12. září – Václav M. Havel, významný pražský stavební podnikatel († 22. července 1979)
- 15. září – Miloš Lukáš, klasický filolog, esperantista, překladatel († 26. dubna 1976)
- 16. září – Otakar Štorch-Marien, český nakladatel a spisovatel († 12. března 1974)
- 26. září – Theodor Kilian, český esperantista († 3. července 1978)
- 04. října – Miloslav Holý, malíř († 3. března 1974)
- 11. října – Fráňa Kučera, básník († 29. dubna 1929)
- 12. října – Josef Nepomucký, československý politik, ministr československých vlád († 8. dubna 1972)
- 23. října – Bartoš Vlček, český spisovatel a překladatel († 7. ledna 1926)
- 08. listopadu
  - Felix Achille de la Cámara, český spisovatel († 8. května 1945)
  - Bohumír Podlezl, čs. legionář, brigádní generál († 15. prosince 1975)
- 17. listopadu – Julius Firt, exilový politik a kulturní pracovník († 27. května 1979)
- 20. listopadu – Benjamin Klička, lékař a spisovatel († 26. prosince 1943)
- 25. listopadu – Josef Hejret, československý diplomat († 1951)
- 05. prosince – František Malkovský, první český akrobatický pilot († 8. června 1930)
- 09. prosince – Ladislav Sutnar, český designer, typograf, avantgardní umělec († 13. prosince 1976)
- 13. prosince – Emil Bolek, český herec († 30. srpna 1961)
- 19. prosince – Josef Sloup-Štaplík, československý fotbalový reprezentant († 1952)
- 22. prosince – Vojtěch Jarník, matematik († 22. září 1970)
- 23. prosince – Jiří Svoboda, český hudební skladatel a pedagog († 22. května 1970)
- 0? – Josef Srbek, chemik, vynálezce výroby titanové běloby († 1982)

### Svět

Pavel VI. (* 26. září)

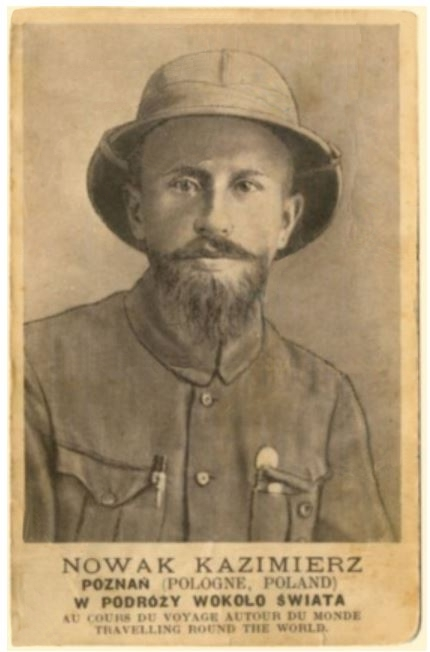
Kazimierz Nowak (* 11. ledna)

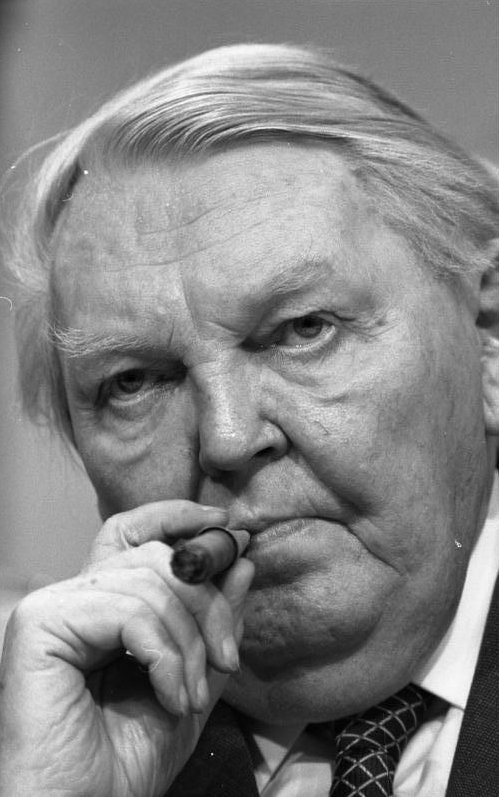
Ludwig Erhard (* 4. února)

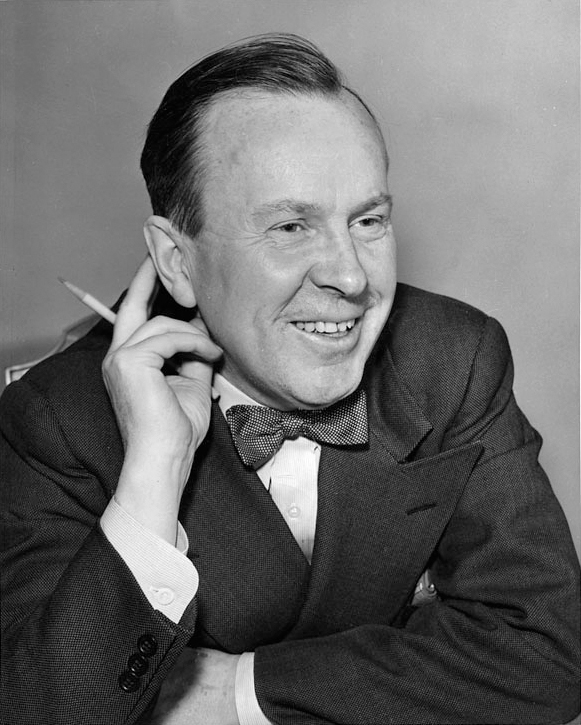
Lester B. Pearson (* 23. dubna)

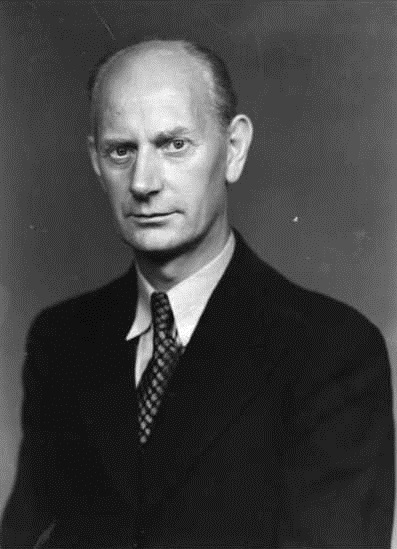
Einar Gerhardsen (* 10. května)

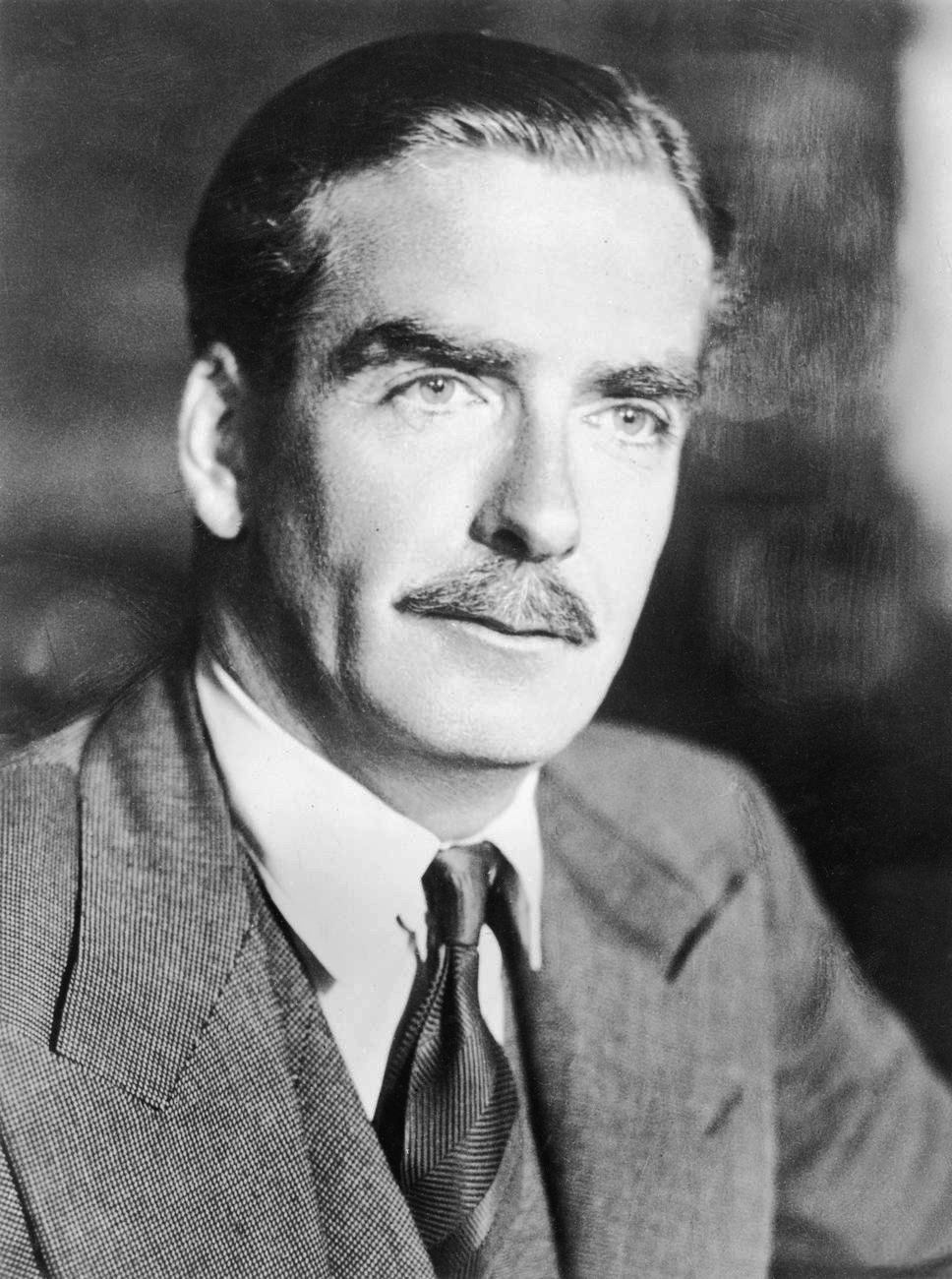
Anthony Eden (* 12. června)

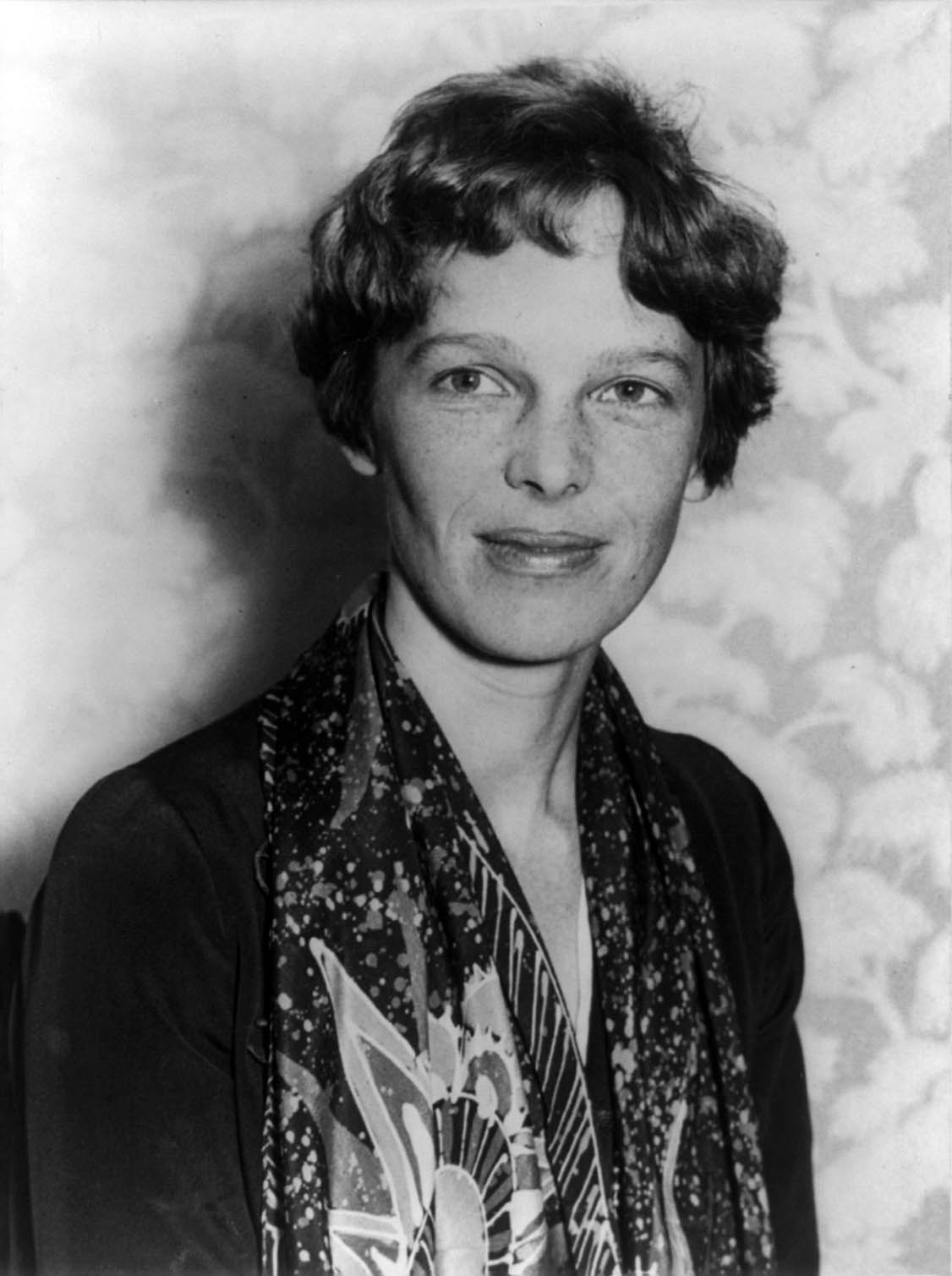
Amelia Earhartová (* 24. července)

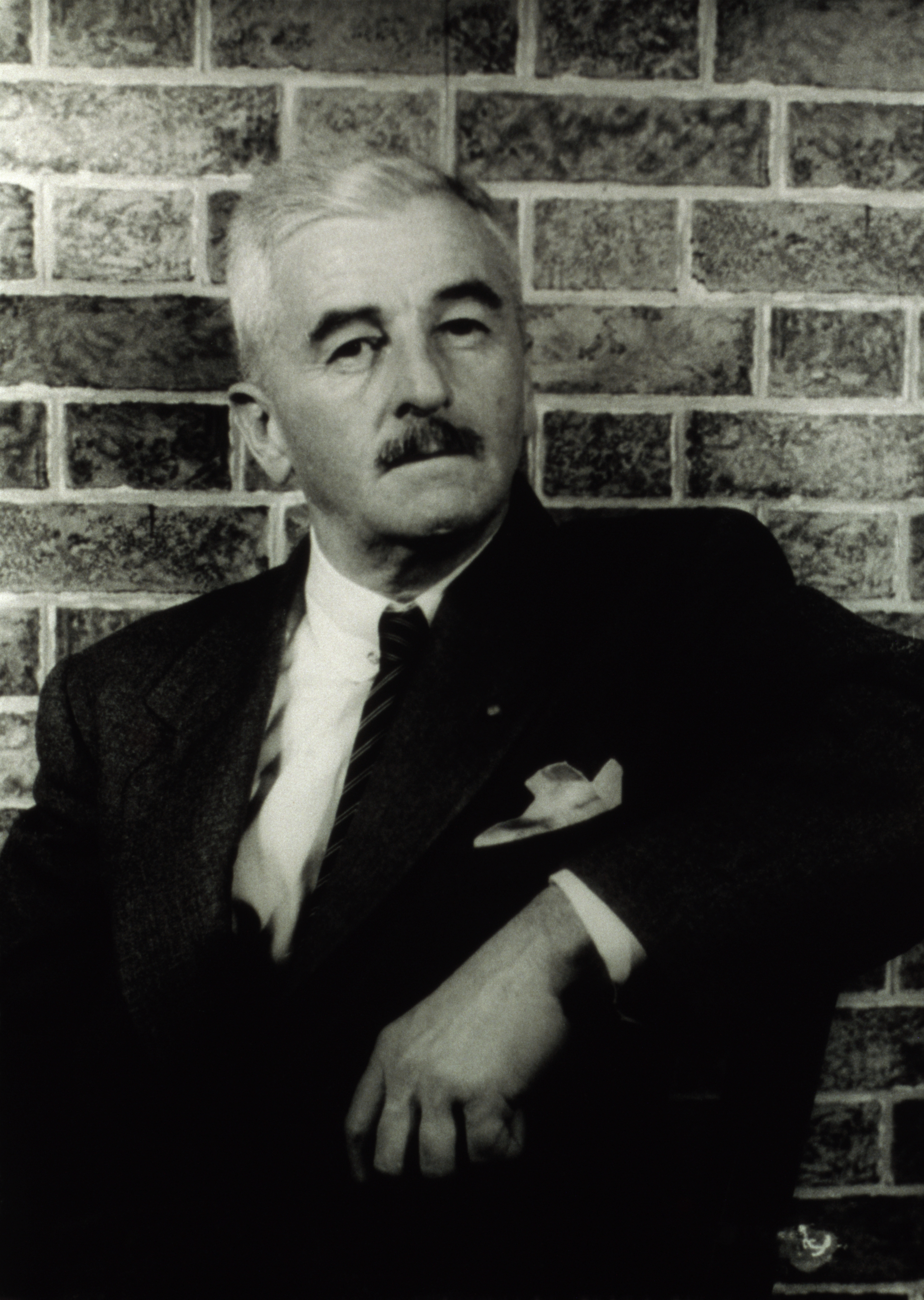
William Faulkner (* 25. září)

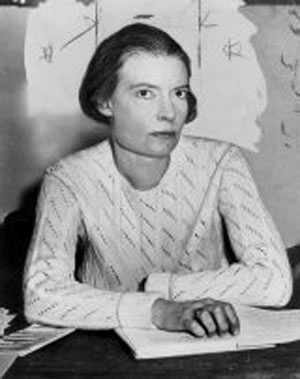
Dorothy Day (* 8. listopadu)

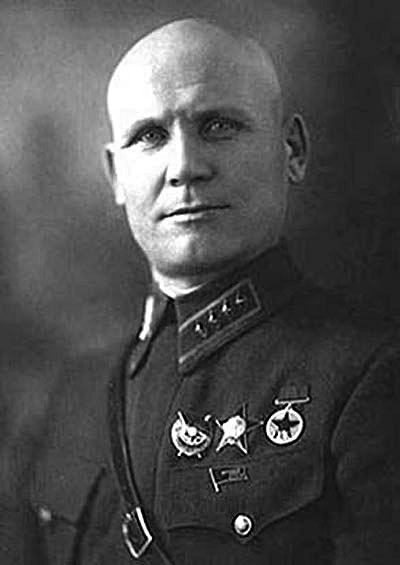
Ivan Stěpanovič Koněv (* 28. prosince)

- 3. ledna – Pola Negri, americká herečka polského a slovenského původu († 1. srpna 1987)
- 6. ledna – Ferenc Szálasi, maďarský politik, vůdce pronacistické Strany Šípových křížů († 12. března 1946)
- 8. ledna – Dennis Wheatley, britský spisovatel († 10. listopadu 1977)
- 9. ledna – Karl Löwith, německý fenomenologický filosof († 24. května 1973)
- 11. ledna – Kazimierz Nowak, polský cestovatel a fotograf († 13. října 1937)
- 14. ledna – Vaso Čubrilović, srbský historik s minulostí atentátníka († 11. června 1990)
- 28. ledna – Valentin Petrovič Katajev, sovětský spisovatel († 12. dubna 1986)
- 19. ledna
  - Karl Kerényi, maďarský, německy píšící klasický filolog a religionista († 14. dubna 1973)
  - Emil Maurice, zakládající člen NSDAP, osobní strážný, řidič i přítel Adolfa Hitlera († 6. února 1972)
  - Paavo Talvela, finský generál († 30. září 1973)
- 21. ledna – Karol Šmidke, slovenský komunistický politik († 15. prosince 1952)
- 22. ledna – Blind Willie Johnson, americký zpěvák a kytarista († 18. září 1945)
- 27. ledna – Carl Oberg, německý válečný zločinec, generál Waffen-SS († 3. června 1965)
- 1. února – Jevhen Malanjuk, ukrajinský básník († 16. února 1968)
- 4. února – Ludwig Erhard, 2. spolkový kancléř Německa († 5. května 1977)
- 5. února – Anton von Arco auf Valley, německý politický atentátník († 29. června 1945)
- 10. února
  - John Franklin Enders, americký bakteriolog, virolog a parazitolog, Nobelova cena za fyziologii a lékařství 1954 († 8. září 1985)
  - Judith Andersonová, australská herečka († 3. ledna 1992)
- 11. února – Emil Leon Post, polsko-americký matematik († 21. dubna 1954)
- 15. února – Carl Erhardt, britský lední hokejista († 3. května 1988)
- 19. února
  - Michał Jan Czartoryski, polský dominikán katolickou církví uctívaný jako mučedník († 6. září 1944)
  - Josef Efrati, izraelský politik († 8. února 1975)
- 20. února – Hans von Ahlfen, nacistický generál, velitel slezského města Vratislavi († 11. září 1966)
- 22. února – Leonid Alexandrovič Govorov, maršál Sovětského svazu († 19. března 1955)
- 23. února – Mordechaj Namir, izraelský politik a diplomat († 22. února 1975)
- 27. února – Bernard Lyot, francouzský astronom († 2. dubna 1952)
- 1. března – Shoghi Effendi, Strážce víry Bahá'í († 4. listopadu 1957)
- 6. března – Herbert Otto Gille, generál Waffen-SS († 26. prosince 1966)
- 7. března – Joy Paul Guilford, americký psycholog († 26. listopadu 1987)
- 8. března – Josep Pla, španělský novinář a spisovatel katalánské národnosti († 23. dubna 1981)
- 14. března – Pchan Tchien-šou, čínský malíř, uměnovědec a pedagog († 5. září 1971)
- 15. března
  - Erik Malmberg, švédský zápasník, olympijský vítěz († 9. května 1964)
  - Jackson Scholz, americký sprinter, dvojnásobný olympijský vítěz († 26. října 1986)
- 19. března – Jozef Styk, slovenský politik († 28. srpna 1965)
- 24. března – Wilhelm Reich, rakousko-americký psychiatr († 3. listopadu 1957)
- 25. března – Jeghiše Čarenc, arménský básník, oběť stalinského teroru († 29. listopadu 1937)
- 27. března
  - Wilhelm Busch, německý evangelický farář a spisovatel († 20. června 1966)
  - Cyril Slater, kanadský hokejový útočník, zlato na OH 1924 († 26. října 1969)
- 8. dubna – Jan Żabiński, polský zoolog († 26. července 1974)
- 10. dubna – Eric Knight, americký spisovatel († 15. ledna 1943)
- 13. dubna – Aurélien Sauvageot, francouzský jazykovědec († 5. prosince 1988)
- 14. dubna – Horace McCoy, americký spisovatel a scenárista († 15. prosince 1955)
- 16. dubna – Arthur Hoerée, belgický hudební skladatel († 2. června 1986)
- 17. dubna
  - Daniel Rapant, slovenský historik († 17. dubna 1988)
  - Thornton Wilder, americký spisovatel († 7. prosince 1975)
- 23. dubna – Lester B. Pearson, kanadský, historik, státník a diplomat, Nobelovu cenu míru 1957 († 27. prosince 1972)
- 24. dubna
  - Michael Lippert, nacistický důstojník Waffen-SS († 1. září 1969)
  - Benjamin Lee Whorf, americký lingvista a antropolog († 26. července 1941)
- 27. dubna – Jozef Pospíšil, slovenský sochař († 15. července 1976)
- 30. dubna – Johann Rattenhuber, šéf RSD (Říšská bezpečnostní služba) († 30. června 1957)
- 10. května
  - Einar Gerhardsen, norský premiér († 19. září 1987)
  - Margaret Mahlerová, maďarsko-americká pediatrička a psychoanalytička († 2. října 1985)
- 11. května – Kurt Gerron, německý herec a režisér († 15. listopadu 1944)
- 14. května
  - Robert Ludvigovič Bartini, italský šlechtic, letecký konstruktér a vědec († 6. prosince 1974)
  - Barbara Woottonová, britská socioložka a ekonomka († 11. července 1988)
  - Sidney Bechet, americký jazzový saxofonista, klarinetista a skladatel († 14. května 1959)
- 17. května – Odd Hassel, norský chemik, Nobelova cena za chemii 1969 († 11. května 1981)
- 21. května – Conrad Felixmüller, německý expresionistický malíř († 24. března 1977)
- 25. května – Heinrich Klüver, německo-americký experimentální psycholog a neurolog († 8. února 1979)
- 27. května
  - John Douglas Cockcroft, britský fyzik, Nobelova cena za fyziku 1951 († 18. září 1967)
  - Adolf Portmann, švýcarský biolog a filosof († 28. června 1982)
- 29. května – Erich Wolfgang Korngold, rakousko-americký hudební skladatel, klavírista a dirigent († 29. listopadu 1957)
- 1. června
  - Pavel Ivanovič Batov, sovětský generál († 19. dubna 1985)
  - Jang Čung-ťien, čínský paleontolog († 15. ledna 1979)
- 3. června – Memphis Minnie, americká bluesová zpěvačka († 6. srpna 1973)
- 7. června
  - Kirill Afanasjevič Mereckov, maršál Sovětského svazu († 30. prosince 1968)
  - Georges Henri Rivière, francouzský muzeolog († 24. března 1985)
- 10. června – Taťána Nikolajevna, druhá dcera cara Mikuláše II. († 17. července 1918)
- 11. června – Alexandre Tansman, polský skladatel a klavírní virtuóz († 15. listopadu 1986)
- 12. června
  - Anthony Eden, premiér Spojeného království († 14. ledna 1977)
  - Walter Peterhans, německý dokumentární fotograf († 12. dubna 1960)
- 13. června – Paavo Nurmi, finský běžec, vytrvalec († 2. října 1973)
- 15. června – Antonio Riberi, papežský diplomat a kardinál pocházející z Monaka († 16. prosince 1967)
- 16. června – Georg Wittig, německý chemik, Nobelova cena za chemii 1979 († 26. srpna 1987)
- 17. června – Trajčo Kostov, generální tajemník Bulharské komunistické strany († 16. prosince 1949)
- 19. června – Cyril Norman Hinshelwood, anglický fyzikální chemik, Nobelova cena za chemii 1956 († 9. října 1967)
- 20. června – Tadeus Reichstein, polský chemik, Nobelova cena za fyziologii a medicínu 1950 († 1. srpna 1996)
- 21. června – Františka z Hohenlohe-Waldenburg-Schillingsfürstu, rakouská arcivévodkyně († 12. července 1989)
- 22. června
  - Norbert Elias, německý filosof († 1. srpna 1990)
  - Albert Renger-Patzsch, německý fotograf († 27. srpna 1966)
- 23. června – Winifred Marjorie Wagner, manželka Siegfrieda Wagnera († 5. března 1980)
- 29. června – Bernard Reder, ukrajinský sochař, grafik a architekt († 7. září 1963)
- 1. července – Binjamin Arditi, izraelský politik († 20. května 1981)
- 7. července – Michail Kovaljov, sovětský generál († 1. srpna 1967)
- 12. července – Maurice Tabard, francouzský portrétní fotograf († 23. února 1984)
- 15. července – Monty Banks, italský herec, režisér a producent († 7. ledna 1950)
- 21. července – Vasilij Danilovič Sokolovskij, náčelník generálního štábu Rudá armády († 10. května 1968)
- 24. července
  - Albrecht Rakouský, rakouský arcivévoda († 23. července 1955)
  - Amelia Earhartová, americká letkyně, první žena která přeletěla Atlantský oceán († 2. července 1937)
- 26. července – Henryk Grzondziel, polský biskup opolské diecéze († 24. května 1968)
- 27. července
  - Bodo Lafferentz, nacistický důstojník, organizátor Hudebních slavností v Bayreuthu († 17. ledna 1974)
  - Christoph Voll, německý grafik a sochař († 16. června 1939)
- 2. srpna – Philippe Soupault, francouzský básník, spisovatel a dramatik († 12. března 1990)
- 8. srpna – Enid Blytonová, britská spisovatelka († 28. listopadu 1968)
- 11. srpna – Schöne Náci, rázovitá figurka bratislavských ulic a kaváren († 23. října 1967)
- 12. srpna – Julius von Bernuth, generálmajor Wehrmachtu († 12. července 1942)
- 19. srpna – Roman Vishniac, rusko‑americký biolog a fotograf († 22. ledna 1990)
- 21. srpna – Kósaku Ariga, admirál japonského císařského námořnictva († 7. dubna 1945)
- 26. srpna – Jon Po-son, prezident Korejské republiky († 18. července 1990)
- 29. srpna
  - Helge Roswaenge, dánský tenorista († 19. července 1972)
  - Paul Schneider, německý evangelický pastor, mučedník nacistického režimu († 18. července 1939)
- 31. srpna – Fredric March, americký herec († 14. dubna 1975)
- 4. září – Michail Kaufman, ruský filmař a fotograf († 11. března 1980)
- 8. září
  - Wilfred Bion, britský psychoanalytik († 8. listopadu 1979)
  - Jimmie Rodgers, americký zpěvák country († 26. května 1933)
- 10. září
  - Georges Bataille, francouzský myslitel, esejista a spisovatel († 8. července 1962)
  - Edith Jacobsonová, německo-americká psychoanalytička († 8. prosince 1978)
  - Otto Strasser, německý politik a člen NSDAP († 27. srpna 1974)
- 12. září – Irène Joliot-Curie, francouzská chemička, Nobelova cena za chemii 1935 († 17. března 1956)
- 15. září – Kurt Daluege, říšský protektor v Čechách a na Moravě († 23. října 1946)
- 18. září – Pablo Sorozábal, španělský dirigent a hudební skladatel († 26. prosince 1988)
- 20. září – Áron Tamási, maďarský spisovatel († 26. května 1966)
- 23. září – Paul Delvaux, belgický malíř († 20. července 1994)
- 25. září – William Faulkner, americký spisovatel, Nobelova cena za literaturu 1949 († 6. července 1962)
- 26. září – Pavel VI., papež v letech 1963–1978 († 6. srpna 1978)
- 3. října – Louis Aragon, francouzský spisovatel († 24. prosince 1982)
- 7. října – Carl Junghans, německý filmový režisér († 8. listopadu 1984)
- 8. října
  - Franciszek Jop, diecézní biskup opolský († 24. září 1976)
  - Marcel Herrand, francouzský filmový a divadelní herec, režisér († 11. června 1953)
- 9. října – Albin Jansson, švédský reprezentační hokejový brankář († 22. března 1985)
- 18. října
  - Štefan Tiso, předseda vlády Slovenského státu († 28. března 1959)
  - Isabel Briggsová Myersová, spolutvůrkyně soupisu osobnostních typů (MBTI) († 5. května 1980)
- 19. října – Vlado Černozemski, bulharský revolucionář a atentátník († 9. října 1934)
- 21. října – Alexander Lernet-Holenia, rakouský spisovatel († 3. července 1976)
- 28. října – Edit Headová, americká kostýmní návrhářka († 24. října 1981)
- 29. října – Joseph Goebbels, nacistický říšský ministr propagandy († 1. května 1945)
- 2. listopadu
  - Aba Achime'ir, izraelský novinář, historik a politický aktivista († 6. července 1962)
  - Jacob Bjerknes, norský fyzik a meteorolog († 7. července 1975)
  - Joseph Profaci, italsko-americký mafiánský boss († 7. června 1962)
- 4. listopadu
  - Cornelius Van Niel, americký mikrobiolog († 10. března 1985)
  - Dmitrij Grigorjevič Pavlov, sovětský vojevůdce († 22. července 1941)
- 7. listopadu
  - Dimitrij Andrusov, slovenský geolog ruského původu († 1. dubna 1976)
  - Armstrong Sperry, americký spisovatel a ilustrátor († 26. dubna 1976)
- 8. listopadu – Dorothy Day, americká katolická novinářka a spisovatelka († 29. listopadu 1980)
- 9. listopadu – Ronald George Wreyford Norrish, anglický chemik, Nobelova cena za chemii 1967 († 7. června 1978)
- 11. listopadu – Gordon Allport, americký psycholog († 9. října 1967)
- 15. listopadu – Aneurin Bevan, britský politik († 6. července 1960)
- 16. listopadu – Choudhary Rahmat Ali, pákistánský nacionalista († 12. února 1951)
- 18. listopadu
  - Sándor Haraszti, maďarský novinář a politik († 19. ledna 1982)
  - Patrick Blackett, britský fyzik, nositel Nobelovy ceny za fyziku († 1974)
- 20. listopadu – Germaine Krull, německá fotografka († 31. července 1985)
- 25. listopadu – Kurt Bauch, německý historik umění († 1. března 1975)
- 27. listopadu – Vito Genovese, italsko-americký mafiánský boss († 14. února 1969)
- 2. prosince
  - Ivan Christoforovič Bagramjan, sovětský maršál († 21. září 1982)
  - Otto Fenichel, rakouský psychoanalytik († 22. ledna 1946)
- 5. prosince – Geršom Scholem, izraelský filosof a historik († 21. února 1982)
- 7. prosince – Ambróz Lazík, slovenský biskup († 20. dubna 1969)
- 9. prosince – Franc Leskošek, slovinský partyzán, národní hrdina († 5. července 1983)
- 11. prosince – Ladislav Dérer, slovenský lékař, internista a klinický fyziolog († 28. března 1960)
- 14. prosince – Kurt Schuschnigg, rakouský kancléř († 18. listopadu 1977)
- 17. prosince – Ašer Chiram, izraelský architekt († 26. listopadu 1973)
- 18. prosince – Fletcher Henderson, americký jazzový klavírista a hudební skladatel († 29. prosince 1952)
- 24. prosince – Ville Pörhölä, finský olympijský vítěz ve vrhu koulí († 28. listopadu 1964)
- 28. prosince
  - Lewis Jones, velšský spisovatel a politický aktivista († 27. ledna 1939)
  - Ivan Stěpanovič Koněv, maršál Sovětského svazu († 21. května 1973)
- ? – Victor Malmström, švédský novinářský fotograf († 1962)
- ? – Fernando Robles, mexický spisovatel († 1974)

## Úmrtí

### Česko

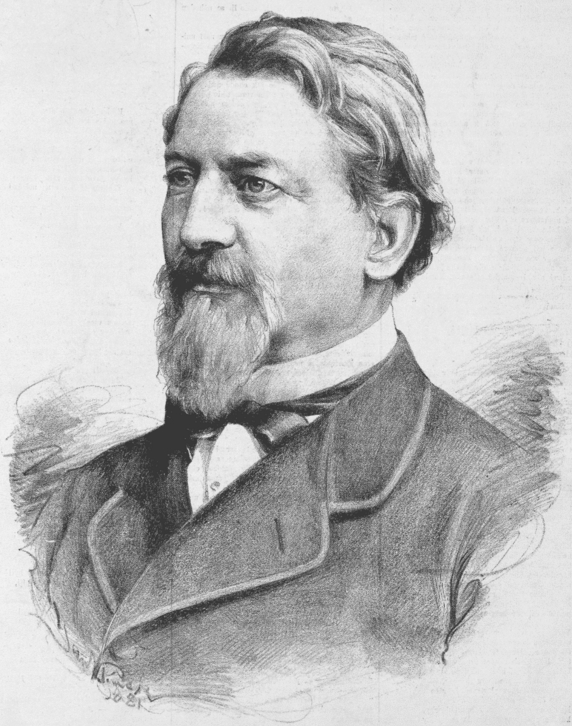
Bedřich Wachsmann († 27. února)

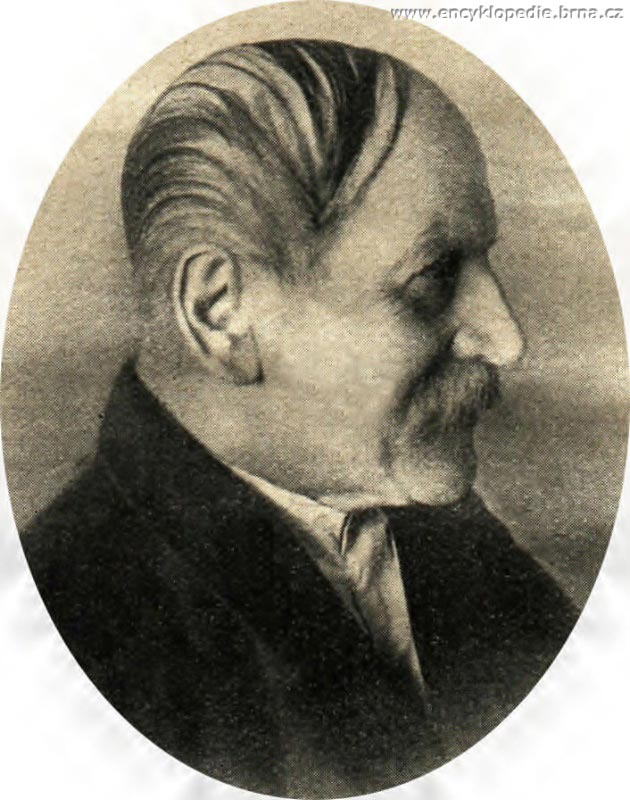
Jindřich Wankel († 5. dubna)

- 7. února – Gustav Eim, český novinář a politik (* 7. října 1849)
- 27. února
  - Vilém Gabler, český pedagog a novinář (* 14. března 1821)
  - Bedřich Wachsmann, český malíř a architekt (* 17. května 1820)
- 3. března – Karel Vosyka, rektor ČVUT (* 19. února 1847)
- 15. března – Edvard Jelínek, spisovatel, organizátor všeslovanských vztahů (* 6. června 1855)
- 23. března – Čeněk Vyhnis, filolog, novinář a překladatel (* 8. října 1842)
- 1. dubna – Kryštof Kachler, arciděkan v Horní Polici (* 6. července 1826)
- 2. dubna – Karel Chotovský, katolický kněz a spisovatel (* 1842)
- 5. dubna – Jindřich Wankel, český lékař, archeolog a speleolog (* 15. července 1821)
- 6. dubna – Friedrich Heidler, poslanec Moravského zemského sněmu (* 7. dubna 1844)
- 16. dubna – František Chalupa, český malíř (* 8. října 1828)
- 8. května – Josef Hilbert, malíř (* 21. listopadu 1821)
- 10. května – Bedřich Schnell, český mecenáš (* 1808)
- 14. května – Maxmilian Mareček, hudební skladatel, dirigent a operní podnikatel českého původu (* 28. června 1821)
- 17. května – Josef Rupert Maria Přecechtěl, kněz, národní buditel, kreslíř a spisovatel (* 10. ledna 1821)
- 22. června – František Ržiha, vynálezce a zakladatel tunelového stavitelství (* 29. března 1831)
- 25. července – Josef Boleslav Pecka, žurnalista a básník (* 19. září 1849)
- 28. července – Josef Matyáš Trenkwald, česko-rakouský malíř (* 13. března 1824)
- 24. srpna – Antonín Pittner, starosta a kronikář města Polné (* 4. června 1814)
- 31. srpna – Klement Borový, kněz, teolog, kanovník Svatovítské kapituly (* 12. ledna 1838)
- 9. září – Karel Findinský, generální vikář kostela ve Frýdku (* 5. února 1833)
- 13. září – Albert Prochaska, český podnikatel a spisovatel (* 23. července 1827)
- 15. září – Josef Symerský, děkan olomoucké teologické fakulty (* 9. ledna 1831)
- 17. září – Vojtěch Ignác Ullmann, český architekt (* 23. dubna 1822)
- 19. září – Antonín Schmidt, český notář a politik (* 9. ledna 1820)
- 20. září – Karel Bendl, skladatel a sbormistr (* 16. dubna 1838)
- 21. září – Josef Kopallik, teolog, církevní historik (* 8. května 1849)
- 28. září – Antonín Lewý, český malíř (* 29. března 1845)
- 4. října – Ladislav Bradáč, český hudební skladatel (* 8. prosince 1870)
- 9. října – Karl Goldberg, poslanec Českého zemského sněmu a starosta Varnsdorfu (* ? 1836)
- 10. října – Alois Beer, český písmák a naivní malíř (* 27. února 1833)
- 12. října – Pavel J. Šulc, český spisovatel a překladatel (* 27. června 1828)
- 14. října – Jan Tille, rektor Českého vysokého učení technického (* 17. září 1833)
- 25. listopadu – Johann Bina, mistr houslař (* 1826)
- 2. prosince – Karel Tieftrunk, český pedagog, autor učebnic (* 30. října 1829)
- 9. prosince – Josef Svátek, novinář, historik a spisovatel (* 24. února 1835)
- 17. prosince – Sofie Podlipská, česká spisovatelka (* 15. května 1833)
- ? – Jakub Hruška, poslanec Českého zemského sněmu (* 1824)

### Svět

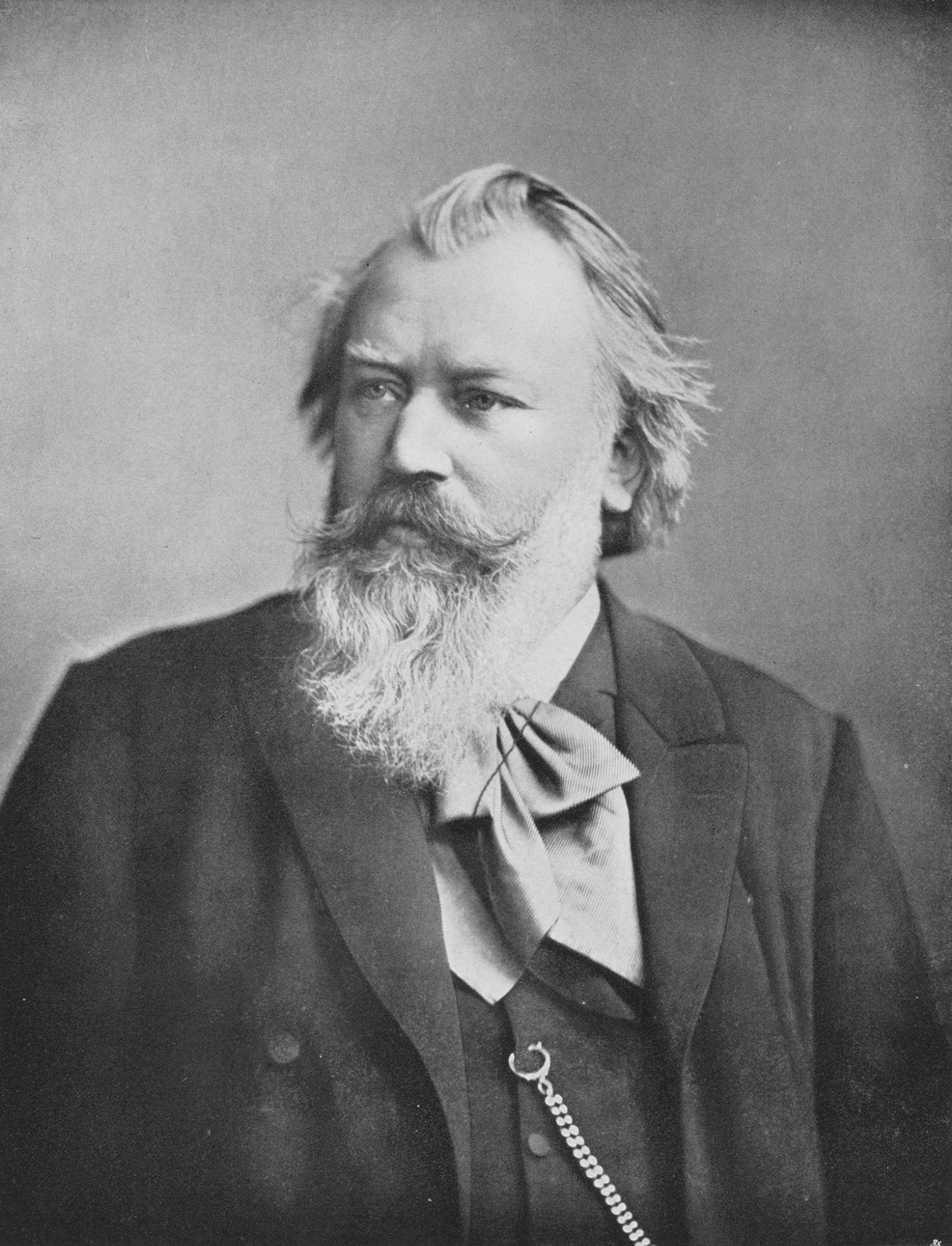
Johannes Brahms († 3. dubna)

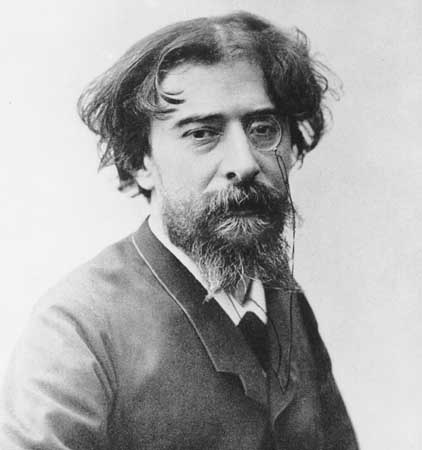
Alphonse Daudet († 16. prosince)

- 13. ledna – David Schwarz, chorvatský průkopník letectví (* 20. prosince 1852)
- 15. ledna – Alois Friedrich Rogenhofer, rakouský entomolog (* 22. prosince 1831)
- 17. ledna – János Vajda, maďarský básník (* 7. května 1827)
- 10. února – Antonio Bazzini, italský houslista a skladatel (* 11. března 1818)
- 19. února – Karl Theodor Wilhelm Weierstrass, německý matematik (* 31. října 1815)
- 25. února – Cornélie Falcon, francouzská sopranistka (* 28. ledna 1812)
- 27. února – Benjamin Forstner, americký vynálezce (* 25. března 1834)
- 1. března – Milan Piroćanac, srbský politik, právník, premiér (* 7. ledna 1837)
- 9. března – Džamáluddín Afghání, islámský nacionalista (* 1838)
- 11. března – Daniel Sanders, německý lexikograf a jazykovědec (* 12. listopadu 1819)
- 15. března – James Joseph Sylvester, anglický matematik (* 3. září 1814)
- 19. března – Antoine Thomson d'Abbadie, francouzský kartograf a cestovatel (* 3. ledna 1810)
- 3. dubna – Johannes Brahms, německý hudební skladatel (* 7. května 1833)
- 12. dubna – Edward Drinker Cope, americký anatom a paleontolog (* 28. července 1840)
- 14. dubna – Émile Levassor, francouzský průkopník automobilismu (* 21. ledna 1843)
- 4. května – Sofie Bavorská, bavorská princezna z rodu Wittelsbachů (* 23. února 1847)
- 18. května – Charles Philip Yorke, 5. hrabě z Hardwicke, britský politik (* 23. února 1836)
- 23. května – Aleko Konstantinov, bulharský spisovatel (* 1. ledna 1863)
- 28. května – Alexander Ver Huell, nizozemský ilustrátor (* 7. března 1822)
- 11. června – Henry Ayers, premiér Jižní Austrálie (* 1. května 1821)
- 17. června – Sebastian Kneipp, německý kněz a léčitel (* 17. května 1821)
- 9. července – Augustus Tolton, první černošský katolický kněz v USA (* 1. dubna 1854)
- 28. července
  - Janko Kersnik, slovenský spisovatel a politik (* 4. září 1852)
  - Eduard von Engerth, rakouský malíř (* 13. května 1818)
- 1. srpna – Joseph Vacher, francouzský sériový vrah (* 16. listopadu 1869)
- 2. srpna – Adam Asnyk, polský básník a dramatik (* 11. září 1838)
- 5. srpna – Albert Marth, německý astronom (* 1. května 1828)
- 8. srpna – Jacob Burckhardt, švýcarský historik (* 25. května 1818)
- 14. září – Móric Pálfi, uherský hrabě a místodržitel (* 1812)
- 21. září – Konrad Bayer, rakousko-uherský šachový skladatel německé národnosti (* 10. listopadu 1828)
- 30. září – Terezie z Lisieux, katolická světice (* 2. ledna 1873)
- 8. října – Aleksej Kondraťjevič Savrasov, ruský realistický malíř (* 24. května 1830)
- 14. října – Peter le Page Renouf, britský egyptolog (* 23. srpna 1822)
- 17. října – Nikolaj Slavjanov, ruský inženýr a vynálezce svařování elektrickým obloukem (* 5. května 1854)
- 19. října – Berthold Englisch, rakouský šachový mistr (* 9. července 1851)
- 29. října – Henry George, americký ekonom, politik a novinář (* 2. září 1839)
- říjen – Salomon August Andrée, švédský vzduchoplavec (* 18. října 1854)
- 29. listopadu – Konstantin von Höfler, německý historik (* 26. března 1811)
- 9. prosince – Robert Manning, irský hydrolog (* 22. října 1816)
- 16. prosince – Alphonse Daudet, francouzský spisovatel (* 13. května 1840)

## Hlavy států

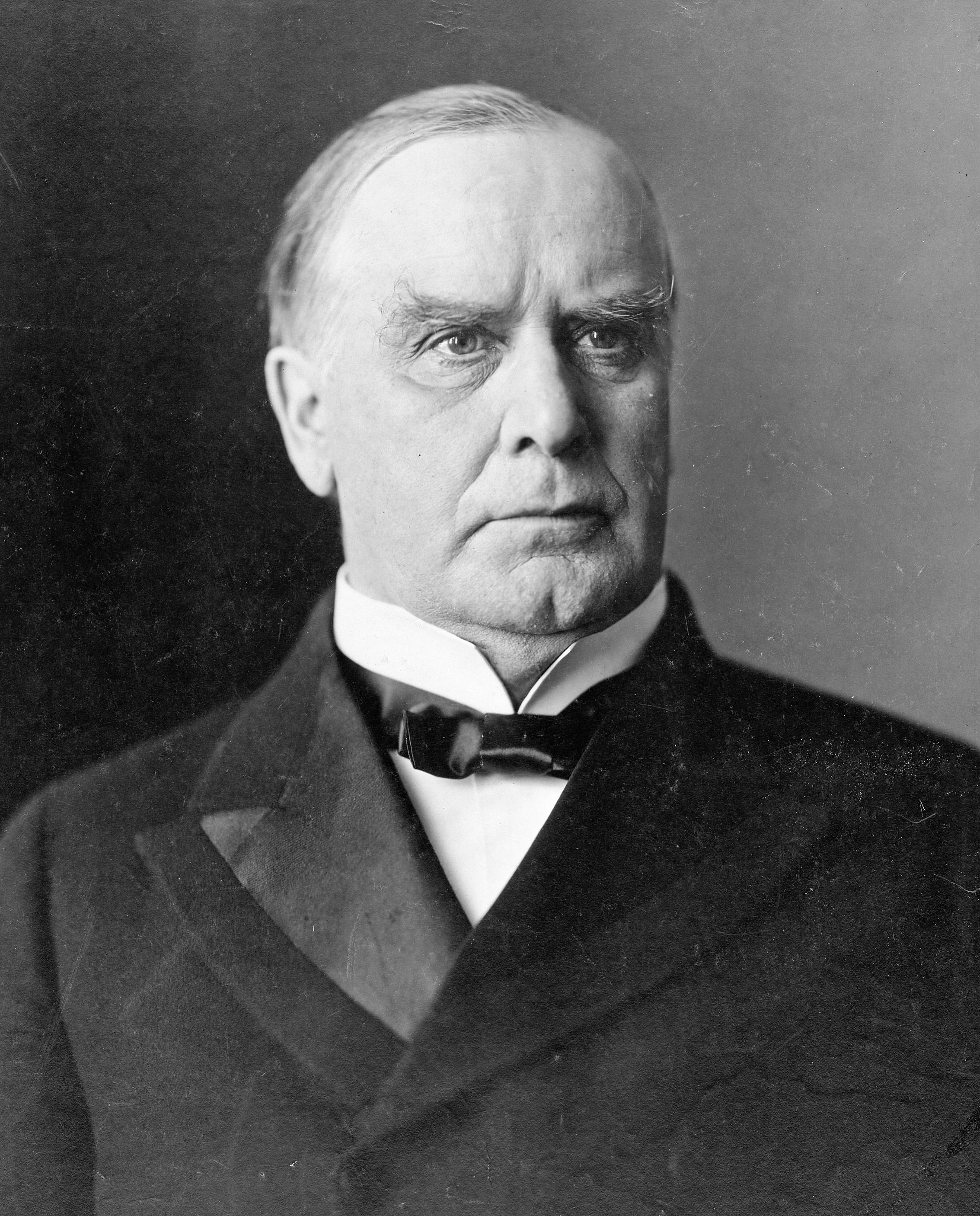
25. prezidentem USA se stal William McKinley

- České království – František Josef I.
- Papež – Lev XIII.
- Království Velké Británie – Viktorie
- Francouzská republika – Félix Faure
- Uherské království – František Josef I.
- Rakouské císařství – František Josef I.
- Rusko – Mikuláš II.
- Prusko – Vilém II. Pruský
- Dánsko – Kristián IX.
- Švédsko – Oskar II.
- Belgie – Leopold II. Belgický
- Nizozemsko – Vilemína
- Řecko – Jiří I. Řecký
- Španělsko – Alfons XIII. Španělský
- Portugalsko – Karel I. Portugalský
- Itálie – Umberto I.
- Osmanská říše – Abdulhamid II.
- USA – Grover Cleveland / William McKinley
- Japonsko – Meidži